# 年代集團
年代網際事業股份有限公司（Era Group）為臺灣一家多媒體企業，業務包括電子傳媒營運、影音製作、藝人管理、網際網路、發行電影及雷射影碟、衛星電視廣播業務、電腦售票系統。目前主要業務為經營衛星電視頻道，以年代電視為企業品牌。

## 歷史
年代集團核心公司「年代影視事業股份有限公司」由邱復生創辦，1990年代以後曾改名「年代國際股份有限公司」、「年代網際事業股份有限公司」。年代曾經為台視製作《星星星》等綜藝節目，也曾經是1980年代華特迪士尼公司家用錄影帶、1980年代TVB港劇錄影帶、1990年代CNBC及1990年代中國中央電視台國際頻道（CCTV-4，今中國中央電視台中文國際頻道）在台灣的總代理。

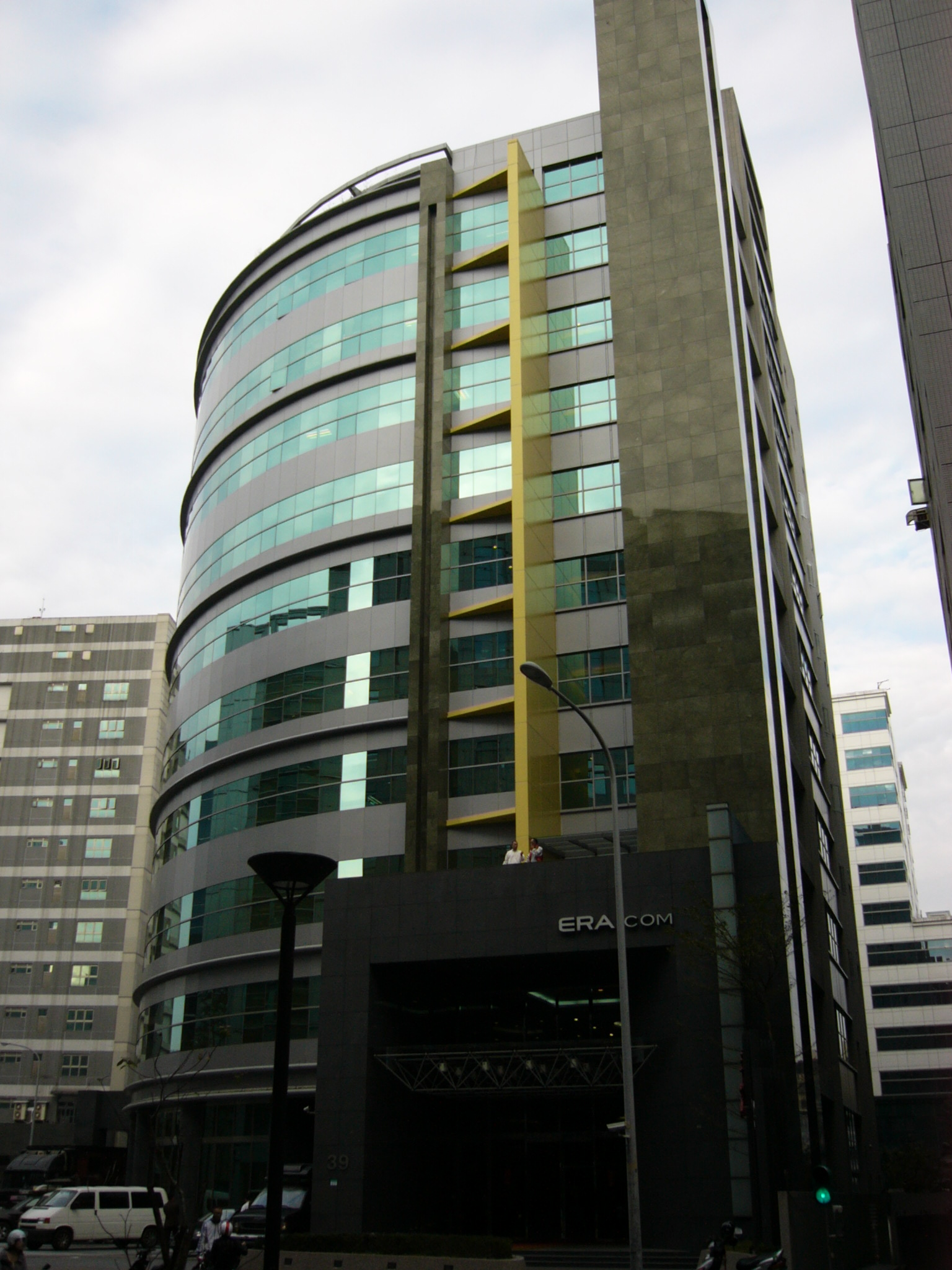
2006年起的年代總部

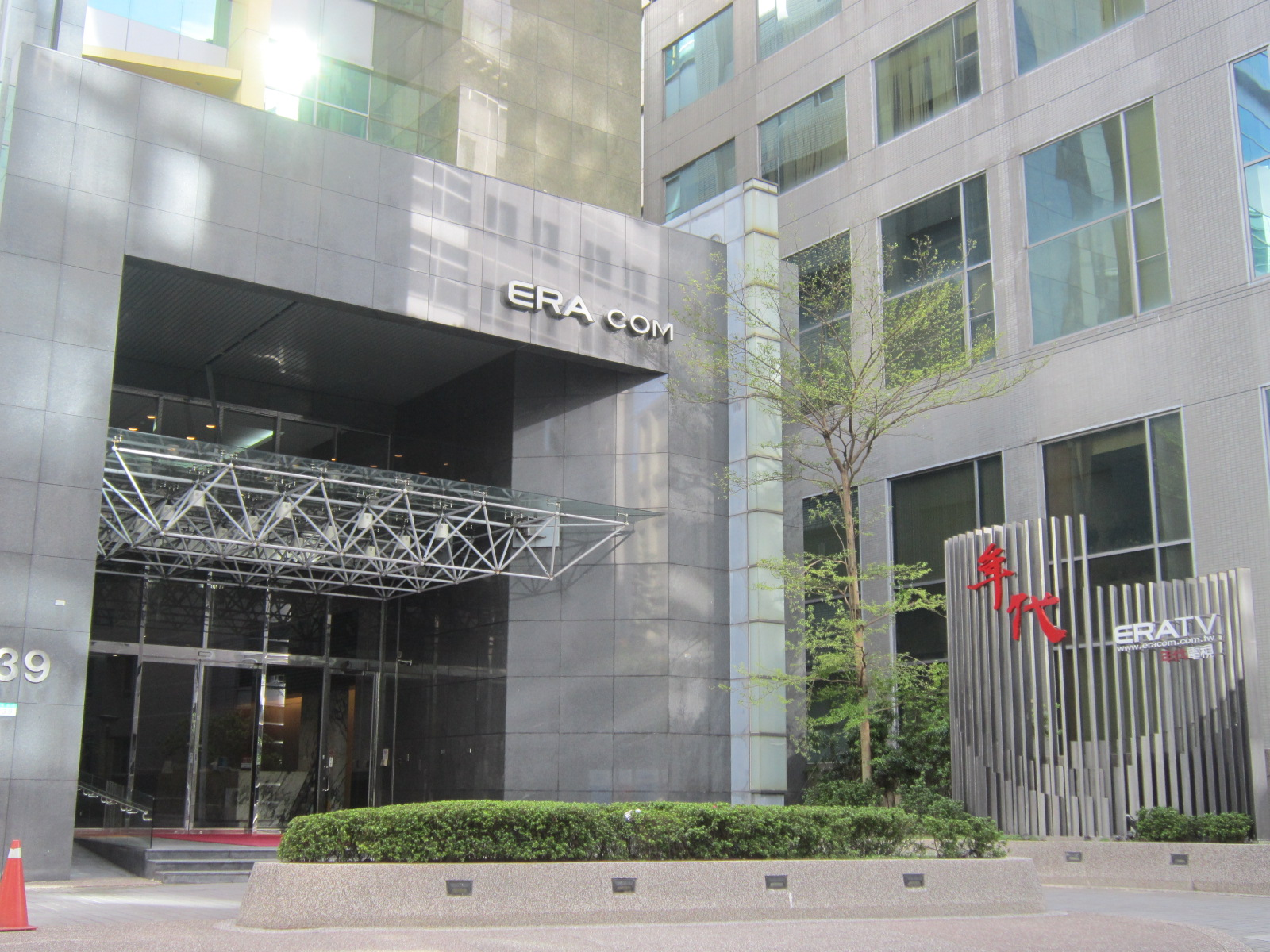
年代媒體總部門廳

年代總部最早期在台北市中正區八德路一段46號7樓，並且曾與TVBS共用「匯大大廈」；在2006年時搬遷至台北市內湖區瑞湖街39號，並和國興衛視、超視、以及年代集團旗下的JET綜合台共用辦公樓。
- 1979年，邱復生設立電視節目製作及經紀公司福隆製作，代表製作人為葛福鴻[3]。年代影視曾經在香港與永盛娛樂合組永盛年代影視，發行錄影帶。
- 1994年3月15日，歡樂無線台開播，為「年代MUCH台」前身。
- 1995年，與科藝百代合資成立科藝年代（ERA EMI Limited，簡稱EEI）。
- 1996年10月，GOGO TV開播，為「年代新聞台」前身。
- 1998年，由於科藝百代撤資，科藝年代更名為千禧年代，並轉與豐華唱片合作。
- 2001年12月25日，臺灣各縣市的影音節目發行商業同業公會在中國國民黨立法委員游月霞陪同下召開記者會指控，年代集團旗下影音節目發行商勇士物流涉嫌惡性倒閉，年代網際事業與勇士物流劃清界線的動作明顯是詐欺行為；記者會後，各公會前往臺灣臺北地方法院按鈴控告勇士物流，希望年代網際事業董事長邱復生能迅速出面協調。[4]
- 2003年2月25日，國立交通大學校長張俊彥與年代電通董事長邱復生簽約成立「交大年代數位學習聯盟」，結合年代電通「年代數位學習平台」與國立交通大學教學資源[5]。
- 2003年11月10日，年代集團成立「艾比茲娛樂科技」（iBIZ Entertainment Technology Corp.），經營台灣第一個合法音樂下載網站《iMUSIC》（www.imusic.com.tw），使用数字版权管理（DRM）機制[6]。
- 2004年3月15日，《iMUSIC》開站，使用者必須註冊會員後下載專屬軟體「iPlayer」，透過iPlayer進行音樂下載與播放[7][8]。
- 2005年5月，艾比茲娛樂科技董事會決定暫停營業，人員資遣；艾比茲娛樂科技總經理侯文燕表示，已取得各合作唱片公司諒解，將陸續與各合作唱片公司解約，也將退費給付費購買點數卡的會員[9]。
- 2006年3月23日，《台灣壹週刊》第252期報導，2005年年代集團遭前財務長林睿紘（本名林育德）盜用公款，年代集團財務一度危急，急需現金，故將TVBS股權以新台幣9億元出售。《台灣蘋果日報》指年代被林睿紘虧空近新台幣20億元。
- 2008年，邱復生離開年代集團，退出媒體業，全心投入台灣土地開發公司。
- 2012年10月1日，壹傳媒主席黎智英以個人名義與年代電視董事長練台生簽訂轉讓壹電視的諒解備忘錄（MOU）。
- 2012年10月17日：香港交易所公告，香港壹傳媒於15日與辜仲諒訂立意向書，分別以新臺幣160億元價格出售台灣「蘋果日報」、「爽報」及「壹週刊」等平面媒體，壹電視則以15億元賣出其中不包括辦公大樓及攝影棚，共計新臺幣175億元。先前與年代董事長練台生訂立的意向書，獲其諒解並在同意前提下已終止。
- 2013年4月15日，壹電視確定以新台幣14億元售與年代集團。[10]
- 2024年10月25日，年代電視與壹電視首次承辦2024新北市歡樂耶誕城

## 旗下子公司
| 子公司名稱                 | 電視頻道          | 備註                                |
| -------------------------- | ----------------- | ----------------------------------- |
| 年代網際事業股份有限公司   | 年代MUCH台        | 有線電視第38頻道                    |
| 年代網際事業股份有限公司   | 年代新聞台        | 有線電視第50頻道                    |
| 年代網際事業股份有限公司   | 年代國際台        |                                     |
| 年代網際事業股份有限公司   | 壹電視電影台      | 代理MOD頻道上架業務                 |
| 年代網際事業股份有限公司   | 八大優頻道        | 代理MOD頻道上架業務                 |
| 壹傳媒電視廣播股份有限公司 | 壹電視新聞台      | 有線電視第49頻道 中華電信MOD506頻道 |
| 壹傳媒電視廣播股份有限公司 | 壹電視綜合台      |                                     |
| 壹傳媒電視廣播股份有限公司 | 壹電視電影台      |                                     |
| 壹傳媒電視廣播股份有限公司 | 台視綜合台        | 代理MOD頻道上架業務                 |
| 壹傳媒電視廣播股份有限公司 | 台視新聞台        | 代理MOD頻道上架業務                 |
| 壹傳媒電視廣播股份有限公司 | 台視財經台        | 代理MOD頻道上架業務                 |
| 佳訊視聽股份有限公司       | 好萊塢電影台      | 主要從事頻道代理上架業務            |
| 佳訊視聽股份有限公司       | 非凡商業台        | 主要從事頻道代理上架業務            |
| 佳訊視聽股份有限公司       | 非凡新聞台        | 主要從事頻道代理上架業務            |
| 東昱投資股份有限公司       | 三立台灣台        | 主要從事頻道代理上架業務            |
| 東昱投資股份有限公司       | 三立都會台        | 主要從事頻道代理上架業務            |
| 東昱投資股份有限公司       | 三立新聞台        | 主要從事頻道代理上架業務            |
| 東昱投資股份有限公司       | MTV               | 主要從事頻道代理上架業務            |
| 東昱投資股份有限公司       | 東風衛視          | 主要從事頻道代理上架業務            |
| 東昱投資股份有限公司       | 彩虹頻道          | 主要從事頻道代理上架業務            |
| 東昱投資股份有限公司       | 高點綜合台        | 主要從事頻道代理上架業務            |
| 東昱投資股份有限公司       | 高點育樂台        | 主要從事頻道代理上架業務            |
| 東昱投資股份有限公司       | NHK World Premium | 主要從事頻道代理上架業務            |
| 錢櫃企業股份有限公司       | 無                | 台灣三大之一連鎖式卡拉OK公司        |
| 好樂迪股份有限公司         | 無                | 台灣三大之一連鎖式卡拉OK公司        |

## 外部連結
- 年代集團 （页面存档备份，存于）
- 年代新聞 （页面存档备份，存于）
- 年代MUCH （页面存档备份，存于）
- 年代民調中心 （页面存档备份，存于）
- 年代心購物 （页面存档备份，存于）
- 年代售票 （页面存档备份，存于）